# Aprilie 1993
Acest articol este generat integral pe baza informațiilor din articolul 1993 și este actualizat periodic de un robot.
 Editările făcute în articol vor fi șterse la următoarea actualizare! Dacă doriți să faceți modificări, editați articolul-sursă.

ianuarie -
februarie -
martie -
aprilie -
mai -
iunie -
iulie -
august -
septembrie -
octombrie -
noiembrie -
decembrie
Aprilie 1993 a fost a patra lună a anului și a început într-o zi de joi.

## Evenimente
- 6 aprilie: Un accident nuclear are loc la Tomsk 7 în Rusia.
- 8 aprilie: Macedonia este admisă ca membru ONU.
- 10 aprilie: Realizarea primei transmisii, printr-un radio-amator, a echipajului unei navete americane cu cel al altei navete spațiale. Un astronaut american al stației Discovery a schimbat câteva cuvinte cu un cosmonaut aflat la bordul stației orbitale ruse Mir.
- 14 aprilie: Regele Mihai renunță la vizita de Paște din România (la Timișoara) considerând umilitoare condițiile de Guvernul Văcăroiu.
- 15 aprilie: S-a lansat, prima dată, un post de radio al trustului Media Pro, Pro FM.
- 21 aprilie: Ministrul de finanțe destituie conducerea Gărzii Financiare în frunte cu generalul Gheorge Florică. Acesta susține că a deranjat SRI și câteva firme importante, afirmații dezmințite de SRI.[1] Dezvăluirile generalului vor duce, o lună mai târziu, la înființarea unei Comisii parlamentare de anchetare a cazurilor de corupție.
- 26 aprilie: Curtea Supremă de Justiție dă sentința în procesul membrilor fostului C.P.Ex., acuzați de complicitate la omor deosebit de grav și complicitate la tentativă de omor deosebit de grav, pentru care inculpațiii sunt condamnați la: Tudor Postelnicu - 7 ani închisoare și 8 ani interzicerea drepturilor, Ion Dincă - 15 ani închisoare și 7 ani interzicerea drepturilor, Emil Bobu și Manea Mănescu - 10 ani închisoare și 5 ani interzicerea drepturilor.[1]

## Nașteri
- 3 aprilie: Cristian Gavra, fotbalist român (atacant)
- 3 aprilie: João Pedro Almeida Machado, fotbalist portughez
- 10 aprilie: Sofia Carson (n. Sofia Daccarett Char), cântăreață și actriță americană
- 11 aprilie: Florin Andone, fotbalist român (atacant)
- 14 aprilie: Getter (Tanner Petulla), muzician american
- 15 aprilie: Florentin Matei, fotbalist român
- 15 aprilie: Andrei Burcă, fotbalist român
- 16 aprilie: Filip Mrzljak, fotbalist croat
- 17 aprilie: Baudouin Kanda (Baudouin Tshitungi Dieudonne Kanda), fotbalist român
- 17 aprilie: Baudouin Kanda, fotbalist român
- 20 aprilie: Ryosuke Yamanaka, fotbalist japonez
- 24 aprilie: Alina Komașciuk, scrimeră ucraineană
- 25 aprilie: Raphaël Varane, fotbalist francez
- 25 aprilie: George Tănase, umorist român
- 29 aprilie: Andrei Ovidiu Marc, fotbalist român
- 30 aprilie: Laura Coman, sportivă română (tir)

## Decese
Juan de Bourbon (n. Juan de Borbón y Battenberg), 79 ani, șeful Casei Regale Spaniole în exil (n. 1913)
Vintilă Horia (n. Vintilă Caftangioglu), 76 ani, romancier, poet și eseist român (n. 1915)
Renzo Modesti, 72 ani, poet italian (n. 1920)
Francisc Munteanu, 69 ani, regizor român (n. 1924)
Rudolf Wetzer, 92 ani, fotbalist român (n. 1901)
Turgut Özal (Halil Turgut Özal), 65 ani, politician turc (n. 1927)
Dumitru Dogaru, 85 ani, profesor român (n. 1907)
Nicolae Chirilovici, 82 ani, pictor român (n. 1910)
Ilie Oană, 74 ani, fotbalist român (n. 1918)
Norvela Forster, 61 ani, politiciană britanică (n. 1931)